# NGC 5629
NGC 5629 ist eine linsenförmige Galaxie vom Hubble-Typ S0 im Sternbild Bärenhüter und etwa 204 Millionen Lichtjahre von der Milchstraße entfernt.
Sie wurde am 6. Mai 1831 von John Herschel entdeckt.